# L'Esportiu
L'Esportiu, antes llamado El 9 Esportiu, es el único diario deportivo en catalán que podemos encontrar en los quioscos de Cataluña. Fundado el 2 de enero de 2002, significó la incorporación por primera vez desde 1939 del catalán en la prensa diaria deportiva. Además, este fue un diario que supuso un revulsivo para la lengua catalana y también una magnífica plataforma donde reflejar el buen momento del deporte catalán. El número 9 en catalán (nou) se pronuncia igual que nuevo (nou), traducido al español sería el "Nuevo Deportivo". "L'Esportiu" se traduce por "El Deportivo".

## Evolución y etapas
Primero se distribuía con los diarios del grupo Coordinadora de Mitjans (Comit), una sociedad limitada que aconteció el primer grupo de prensa en catalán y quien decidió salir adelante este proyecto innovador. El 3 de febrero de 2003 se empezó a distribuir como publicación independiente en los quioscos y librerías, manteniendo una pequeña edición que se integraba dentro de diarios como El Punt, El 9 Nou, el Segre o el Regió 7, todos ellos del grupo Hermes Comunicacions. Fue entonces cuando "hizo un importante paso adelante e incluyó la información del deporte catalán que no había tenido cabida hasta entonces en la edición única del diario, y empezó a editar tres ediciones territoriales diferenciadas. El 9 Esportiu ha buscado día en día el equilibrio entre la información general, la de los grandes acontecimientos, y la local".
A principios de 2010, en un contexto de unión de los medios por la crisis, también fue incluido dentro del diario Avui ya de la mano del Grupo Hermes Comunicacions (que es propietaria de gran parte de la editora del diario deportivo), sustituyendo su redacción de deportes.
El hecho de ir junto con otros diarios del mismo grupo de comunicación comportó pros y contras por este primer diario deportivo en catalán: por un lado ganó lectores que consultaban los diarios generalistas pero, por el contrario, perdió su portada que, al fin y al cabo, era su cara visible en los quioscos. Tampoco disfrutó de un espacio web propio, un hecho que le dificultó situarse como diario deportivo independiente, puesto que se lo confundía con la sección de deportes de los diarios que lo traían incluido. 
El 31 de julio de 2011 se unificaron las cabeceras de los dos principales diarios del grupo Hermes Comunicacions después de que El Punt adquiriera el diario Avui con la compra del 100% de las acciones de la Corporación Catalana de Comunicación. Esto provocó que  El 9 Esportiu dejara de aparecer junto con estos diarios y se puso en entredicho la continuidad de este. Era evidente que El 9 Esportiu corría el peligro de cerrar como diario, y por twitter se empezaron a mostrar las primeras muestras de espaldarazo hacia los trabajadores de este rotativo con el hashtag  #el9notanca (el9nocierra). 
Aun así dos semanas más tarde, el 14 de agosto de 2011, El 9 Esportiu empezó una nueva etapa apostando por renacer como diario independiente para competir directamente con la prensa deportiva en castellano. Así volvió a estar disponible en los quioscos, apostando por un nuevo diseño y una mayor oferta de contenidos, que se vieron reflejados en las 40 páginas en color que ofrecía (el doble de las que ofreció en sus inicios). Los responsables de la publicación lo presentaron como un diario "de calidad hecho y pensado en catalán y de referentes nacionales", que quería convertirse en "el referente del periodismo deportivo en lengua catalana".
Además, hay que destacar que El 9 Esportiu se puede consultar en Internet por suscripción.
Así pues, y después de una década como único referente de los diarios deportivos en catalán, El 9 Esportiu sigue trabajando reafirmando su triple apuesta por el periodismo deportivo, por el catalán y por la economía social.
Desde el 12 de agosto de 2013 también se vende junto con El Punt Avui cada día, por el mismo precio. De este modo, El Punt Avui se convertía en el único rotativo que ofrecía cada día dos diarios: uno de información general y otro de deportivo. Atendiendo a las dos ediciones que hace actualmente El Punt Avui, la catalana y la de comarcas gerundenses, El 9 también pasó a hacer dos, de acuerdo con el mismo morsa.

## Aspectos técnicos
En la nueva etapa de El 9 Esporiu el diario apostó por una nueva maqueta pensada para resaltar las apuestas informativas del día, para facilitar la lectura al marcar claramente los diferentes niveles y se sirve del color para la fotografía y la infografía, para ordenar las secciones y para clasificar los diferentes elementos gráficos. 

## Secciones
El diario se estructura a partir de seis grandes secciones: 
- Opinión
- Barça
- Espanyol
- Más Fútbol
- Futbol.cat
- Más Deporte

Quiere apostar por un gran seguimiento de la actualidad azulgrana, a pesar de que sin dejar de lado el seguimiento del otro club de la ciudad, el Espanyol, en todas sus disciplinas: baloncesto, natación, atletismo, motor, balonmano, etc. La opinión también fue una de sus grandes apuestas, y le dedican diariamente cuatro páginas y la contraportada del diario.